# Чёрный аист (фильм)
«Черный аист» — фильм 1993 года режиссёра Виктора Турова снятый на киностудии «Беларусьфильм», по мотивам повести Виктора Козько.

## Сюжет
Несмотря на случившуюся трагедию в Чернобыле, жители забытой всем деревушки продолжают в ней жить. Люди также работают, шутят, живут без опаски и надеются на лучшее. Надеется и Янка Каганец — человек совестливый и любящий свою землю. Он верит, что и для него и для любимой Марии счастье…

## В ролях
- Борис Невзоров — Лазарь
- Александр Беспалый — Лаврентий
- Виктор Тарасов — Сосо
- Татьяна Чекатовская — Мария
- Антонина Бендова — мать Марии
- Дарья Ефремова — Марийка
- Юрий Горобец — Август, председатель колхоза
- Всеволод Платов — Лукич
- Виктор Гоголев — Спиридоныч, дед-самогонщик
- Людмила Шевель — Алиция
- Владимир Кулешов — цыганский барон
- Леонид Дьячков — Петрович, бизнесмен
- Владимир Сичкарь — бизнесмен
- Юрий Казючиц — браконьер
- Геннадий Шкуратов — водитель
- Сергей Барабанщиков — инспектор ГАИ

## Литературная основа
Фильм снят по мотивам повести Виктора Козько «Спаси и помилуй нас, чёрный аист».
Повесть впервые опубликована в журнале «Полымя» (1991, № 2), через год в переводе автора на русский язык вышла в журнале «Знамя» (1992, № 1, 2).

## Критика
В журнале «Беларуская думка» (1997) отмечалось, что «эта картина, не лишённая, к сожалению, схематизма в драматургии и обрисовке образов».

## Призы
На II-ом кинофестивале «Золотой Витязь» фильм получил призы «За режиссуру» (В. Туров) и «За музыку» (Е. Дога).